# Resolución 1555 del Consejo de Seguridad de las Naciones Unidas
La resolución 1555 del Consejo de Seguridad de las Naciones Unidas, aprobada por unanimidad el 29 de julio de 2004, tras recordar todas las resoluciones anteriores sobre la situación en la República Democrática del Congo, incluidas las resoluciones 1493 (2003) y 1533 (2004), el Consejo prorrogó el mandato de la Misión de las Naciones Unidas en la República Democrática del Congo (MONUC) hasta el 1º de octubre de 2004. 
El Consejo de Seguridad reafirmó su apoyo al gobierno de transición de la República Democrática del Congo y al proceso de paz. Expresó su preocupación por las tensiones y hostilidades en el este del país, en particular los conflictos en Ituri, Kivu del Norte y Kivu del Sur .
Al prorrogar el mandato de la MONUC, el Consejo pidió además al Secretario General Kofi Annan que informara antes del 16 de agosto de 2004 sobre la aplicación del mandato de la MONUC. 